# Kjeld Kjos
Kjeld Kjos (Bergen, 31 luglio 1905 – 2 ottobre 1983) è stato un allenatore di calcio e calciatore norvegese, di ruolo centrocampista.

## Carriera

### Giocatore

#### Club
Kjos vestì la maglia del Brann.

#### Nazionale
Disputò 24 partite per la Norvegia. Esordì il 23 ottobre 1927, in occasione della sconfitta per 6-2 contro la Germania. Fu convocato nella Nazionale che partecipò Giochi della XI Olimpiade, tuttavia essendo selezionato come riserva non partì mai per la Germania.

### Allenatore
Kjos fu allenatore del Brann nel 1951 e nel 1952.